# Juan de Dios Silva y Mendoza
Juan de Dios Silva y Mendoza (13 de noviembre de 1672 - 9 de diciembre de 1737), X duque del Infantado, XIII conde de Saldaña, X marqués de Argüeso, X marqués de Campoo, XI marqués de Santillana, XI conde del Real de Manzanares, VIII marqués del Cenete, IX conde del Cid, VIII duque de Lerma, VIII marqués de Cea, VIII conde de Ampudia, VI duque de Estremera, VI duque de Pastrana, VII duque de Francavilla, VI marqués de Almenara, VII marqués de Algecilla, señor de Mendoza, Hita y Buitrago, fue un noble español que ostentó la Grandeza de España.
Ejerció, además, como alcaide perpetuo de Zorita, de Simancas y de Tordesillas, gentilhombre de cámara de Carlos II y de Felipe V y caballero de la Orden de Calatrava.

## Biografía
Era hijo de Gregorio María de Silva y Mendoza, IX duque de Infantado y V de Pastrana, y de María de Haro y Guzmán, hija, a su vez, de Luis Méndez de Haro y Guzmán, I duque de Montoro y II conde-duque de Olivares, VI marqués del Carpio y II de Eliche, II conde de Morente. En 1693, a la muerte de su padre, sucedió en la casa y se convirtió en IX duque del Infantado, VI duque de Pastrana etc.
Juró fidelidad al rey Felipe V de Borbón, de quien fue gentilhombre un tiempo, y lo recibió, inclusive, en su palacio de Guadalajara: la primera vez, en su viaje de llegada a España, la segunda en 1702, cuando se trasladó a Italia, y la tercera al año siguiente, cuando retornó. En 1706, sin embargo, los austracistas invadieron Madrid y el duque optó por retirarse a sus dominios alcarreños. En ellos acogió a muchos miembros de linaje Mendoza cuyo apoyo estaba en el archiduque Carlos, pero sin participar directamente en la guerra. Esta ambigüedad provocó que fuese desterrado a Granada y procesado en 1710, aunque luego se lo encontró inocente.
Falleció el 9 de diciembre de 1737, dejando el mayorazgo en manos de su hija María Francisca, que gobernó viuda la casa ducal durante treinta y tres años.

## Matrimonio y descendencia
El 7 de septiembre de 1704 contrajo matrimonio con María Teresa Gutiérrez de los Ríos Zapata y Córdoba, dama de la reina e hija de Francisco Diego Gutiérrez de los Ríos Gutiérrez de los Ríos, III conde de Fernán Núñez, y de Catalina Zapata de Silva. Con ella tuvo a:
- Joaquín de Silva y Gutiérrez de los Ríos, XVI conde de Saldaña.
- María Francisca, que sucedió en la casa como XI duquesa del Infantado etc.
- María Teresa de Silva y Gutiérrez de los Ríos, que se casó, en primeras nupcias, con Manuel Pimentel de Borja y Vigil de Quiñónes, XIV conde de Luna y XVI de Mayorga, y, en segundas, con Joaquín Ponce de León, VIII duque de Arcos.
- María Agustina Ramona de Silva y Gutiérrez de los Ríos, que se casó con Francisco Fernández de la Cueva y de la Cerda, XI duque de Alburquerque, XI conde de Ledesma y Huelma, XI marqués de Cuéllar, V de Cadreita y VII conde de la Torre.
- Agustín de Silva y Mendoza, XVII conde de Saldaña.
- Fernando de Silva y Mendoza.
- Gregorio de Silva y Mendoza, XVIII conde de Saldaña.
- Francisca de Silva y Mendoza, que murió muy joven.